# Agelasta mixta
Agelasta mixta är en skalbaggsart som beskrevs av Charles Joseph Gahan 1894. Agelasta mixta ingår i släktet Agelasta och familjen långhorningar.
Artens utbredningsområde är Burma. Inga underarter finns listade i Catalogue of Life.